# 大森寺 (大田区)
大森寺（だいしんじ）は、東京都大田区大森南にある日蓮宗の寺院。通称、森ヶ崎題目堂。山号は、魄光山。旧本山は大森大林寺、池上・芳師法縁。境内の森ヶ崎鉱泉源泉碑は大田区指定文化財。

## 歴史
明治38年（1905年）大林寺40世の日元が無縁塚に説教所（森ヶ崎教会所）を創建。昭和22年（1947年）2世日善が大森教会に改称、昭和40年（1965年）4世日立が本堂を建立。昭和46年（1971年）が大森寺と改称した。
 

## 森ヶ崎鉱泉
明治中期に発見された鉱泉で、一時期は東京近郊の保養地として栄えた。太平洋戦争中に廃業した。
鉱泉を記念する石碑が当寺に建てられている。石碑には、当時日本亡命中の朝鮮国（大韓帝国）の政治家陸鐘允による漢文の詩が刻まれている。

## 参考資料
- 日蓮宗寺院大鑑編集委員会『宗祖第七百遠忌記念出版 日蓮宗寺院大鑑』大本山池上本門寺 (1981年)
- 『大田区の寺院』